# Kibaoh Klashers
Kibaoh Klashers ist eine US-amerikanische Animationsserie, die seit 2017 produziert wird.

## Handlung
Der junge Käfer Dylan möchte genauso erfolgreich wie seine Eltern werden und versucht daher Meister bei den Battle Blades-Turnieren zu werden. Gemeinsam mit seinen Freunden Hailey und Ollie trainiert er für die schwierigen Kämpfe und lernt dabei vieles neues kennen und an sich zu wachsen.

## Produktion und Veröffentlichung
Die Serie wird seit 2017 von Saban Brands in den Vereinigten Staaten produziert. Dabei sind bisher 2 Staffeln mit 30 Folgen entstanden.
Erstmals wurde Serie am 21. Juli 2017 auf dem Video-on-Demand-Dienst Netflix in mehreren Sprachen ausgestrahlt.

## Synchronisation
| Rolle         | deutscher Sprecher      |
| ------------- | ----------------------- |
| Bob           | Stefan Lehnen           |
| Brittany      | Katharina von Daake     |
| Dylan         | Tobias John von Freyend |
| Freckles      | Jan Langer              |
| Gary          | Arne Hörmann            |
| Gordon        | Leonard Hohm            |
| Gramps        | Dieter Memel            |
| Hailey        | Patricia Strasburger    |
| Hubert Hurls  | Dirk Meyer              |
| Johnny Nitrox | Louis Friedemann Thiele |
| Konk          | Marc Rosenberg          |
| Marty         | Maximilian Laprell      |
| Ollie         | Felix Auer              |
| Paul          | Tobias Kern             |
| Peter         | Karim El Kammouchi      |
| Randy         | Matthias Kupfer         |
| Roddy         | Gerd Meyer              |
| Snag          | Oliver Scheffel         |
| Vic Ventura   | Matthias Ransberger     |
| Suzie Firefly | Janina Dietz            |

## Episodenliste

### Staffel 1
| Folge (gesamt) | Folge (Staffel) | deutscher Titel              | Originaltitel         |
| 1              | 01              | Klash in Kronkers            | Klash In Kronkers     |
| 2              | 02              | Ärger am Tafelberg           | Trouble At Tabletop   |
| 3              | 03              | Triple Smash                 | Triple Smash          |
| 4              | 04              | Der Tornado-Talon            | Tornado Talon         |
| 5              | 05              | Das Rennen zur Spitze        | Race To The Top       |
| 6              | 06              | Der Schwarzrauchstein        | Black Burnstone       |
| 7              | 07              | Die Phoenix Blade            | The Phoenix Blade     |
| 8              | 08              | Zurück zum Schwarzrauchberg  | Back To Blackburn     |
| 9              | 09              | Willkommen in Steel City     | Welcome To Steel City |
| 10             | 10              | Der Kampf beginnt            | The Battle Begins     |
| 11             | 11              | Der Meister der Katastrophen | Master Of Disaster!   |
| 12             | 12              | Ollies Last Stand            | Ollie’s Last Stand    |
| 13             | 13              | Auf die Bremse treten        | Putting On The Brakes |
| 14             | 14              | Team Overdrive               | Team Overdrive        |
| 15             | 15              | Neu und verbessert           | New And Improved      |

### Staffel 2
| Folge (gesamt) | Folge (Staffel) | deutscher Titel             | Originaltitel               |
| 16             | 01              | Ärger mit Hi-Tech           | Hi-Tech Trouble             |
| 17             | 02              | Phantom-Täuschung           | Phantom Fake Out!           |
| 18             | 03              | Chaos in Kronkers           | Khaos In Kronkers!          |
| 19             | 04              | Vandals Herausforderung     | Vandal’s Challenge          |
| 20             | 05              | Tee steht für Training      | Tea Is For Training         |
| 21             | 06              | Riesenärger auf Level 2     | Double Trouble At Level Two |
| 22             | 07              | Sabotage                    | Sabotage                    |
| 23             | 08              | Chance in der zweiten Runde | Second Round Chances        |
| 24             | 09              | Ein Klash für den König     | A Klash For The King!       |
| 25             | 10              | Schmutzige Geschäfte        | Dirty Deeds!                |
| 26             | 11              | Große Probleme              | Trouble Trouble!            |
| 27             | 12              | Zurück zum Schwarzrauchberg | Back To Blackburn Mountain  |
| 28             | 13              | Unheil auf dem Berg         | Menace On The Mountain!     |
| 29             | 14              | Aufruhr auf dem Berg        | Mutiny On The Mountain!     |
| 30             | 15              | Der letzte Klash            | Final Klash!                |